# Кароліна Герфурт
Кароліна Герфурт (нім. Karoline Herfurth; нар. 22 травня 1984, Східний Берлін) — німецька акторка, сценаристка й кінорежисерка.

## Біографія
Народилася в родині лікарів. Коли їй було 2 роки, батьки розлучилися. Після цього Кароліна росла разом із 5 зведеними сестрами і братами. Закінчивши школу «Вальдорф», вирішила вчитися драматичному мистецтву в Академії «Ernst Busch». Однак у 1995 році ходила не лише на заняття з акторської майстерності, а й на хореографію. 
Агенти з акторського підбору вперше звернули увагу на Кароліну, коли їй було 11 років. Вона виконала невелику роль у фільмі «Ferien jenseits des Mondes». Через 4 роки Герфурт знову опинилася на знімальному майданчику у фільмі «Crazy», сценарій до якого був написаний за однойменним романом Бенджаміна Леберта. Німецькому автору на момент екранізації його твору було 17 років. 
У 15-річному віці Кароліна з'являється на великому екрані. 2001 року знімається в комедії Денніса Ґанзеля «Дівчата зверху» і в другій частині 2004 року — «Дівчата знову зверху». 2002 року вийшла картина «Великі дівчата не плачуть» Марії фон Геланд, в якій товаришують з дитинства Штеффі (Кароліна Герфурт) і Каті (Анна Марія Мюе). 2006 року зіграла «Сливову Дівчину» — першу жертву Жана-Батіста Гренуя, в екранізації роману Патріка Зюскінда «Парфумер: Історія одного вбивці». 2008 року зіграла разом із Кейт Вінслет, Рейфом Файнзом у фільмі, що отримав багато винагород — «Читець». 2009 року Герфурт зіграла головну роль у фільмі «Берлін 36» німецького режисера Каспара Гайдельбаха, німецьку легкоатлетку єврейського походження Гретель Бергман. 2010 року знову знімалася в Денніса Ґанзеля у фільмі про вампірів «Смак ночі». У цьому фільмі також знявся Макс Рімельт — її партнер по дилогії «Дівчата зверху».

## Фільмографія
| Рік  |    | Українська назва                   | Оригінальна назва                  | Роль                    |
| ---- | -- | ---------------------------------- | ---------------------------------- | ----------------------- |
| 2000 | ф  | Божевільний                        | Crazy                              | Анна                    |
| 2000 | тф | Король-жабеня                      | Küss mich, Frosch                  | Мері                    |
| 2001 | ф  | Дівчата зверху                     | Mädchen Mädchen!                   | Ліна                    |
| 2002 | ф  | Великі дівчата не плачуть          | Große Mädchen weinen nicht         | Штеффі                  |
| 2003 | ф  | Мене звати Бах                     | Mein Name ist Bach                 | принцеса Амалія         |
| 2004 | кф |                                    | Anemonenherz                       | Ольга                   |
| 2004 | ф  | Дівчата знову зверху               | Mädchen Mädchen 2                  | Ліна                    |
| 2004 | тф | Принцеса на канікулах              | Prinzessin macht blau              | принцеса Софія          |
| 2005 | ф  | Друга ліга                         | Eine andere Liga                   | Хаят Рудольф            |
| 2006 | тф |                                    | Deutschmänner                      | Б'янка                  |
| 2006 | ф  | Парфумер: Історія одного вбивці    | Perfume: The Story of a Murderer   | Сливова Дівчина         |
| 2006 | с  |                                    | Die Kinder der Flucht              | Урсула Ваге             |
| 2006 | тф | Пер Ґюнт                           | Peer Gynt                          | Сольвейг                |
| 2007 | ф  | Сексуальна революція               | Pornorama                          | Луці                    |
| 2008 | тф | Диво в Берліні                     | Das Wunder von Berlin              | Аня Ахрендт             |
| 2008 | ф  | Взимку буде рік                    | Im Winter ein Jahr                 | Ліллі Ріхтер            |
| 2008 | ф  | Читець                             | The Reader                         | Марта                   |
| 2009 | ф  | Берлін 36                          | Berlin '36                         | Гретель Бергман         |
| 2009 | тф | Принцеса для гусей                 | Die Gänsemagd                      | принцеса Елізабет       |
| 2010 | ф  | Джеррі Коттон                      | Jerry Cotton                       | Titelfoto Groschenheft  |
| 2010 | ф  | Вінсент хоче до моря               | Vincent Wants to Sea               | Марі                    |
| 2010 | ф  | Життя надто довге                  | Das Leben ist zu lang              |                         |
| 2010 | ф  | Смак ночі                          | Wir sind die Nacht                 | Ліна                    |
| 2010 | кф |                                    | So wie wir hier zusammen sind      | Хільда                  |
| 2011 | ф  | Синява неба                        | Das Blaue vom Himmel               | юна Марга Боманіс       |
| 2011 | ф  | Фортеця                            | Festung                            | Клавдія                 |
| 2012 | ф  | Цеттль                             | Zettl                              | Верена                  |
| 2012 | ф  | Помилки людського тіла             | Errors of the Human Body           | Ребекка Фідлер          |
| 2012 | ф  | Пристрасть                         | Passion                            | Дені                    |
| 2013 | ф  | Відпадний препод                   | Fack ju Göhte                      | Лізі Шнабельштедт       |
| 2014 | ф  | Ріко, Оскар і тіні темніше темного | Rico, Oskar und die Tieferschatten | Таня Доретті            |
| 2015 | ф  | Ідеальні жінки                     | Traumfrauen                        | Ханна                   |
| 2015 | ф  | Пастка для привидів                | Ghosthunters                       | Хопкінс / фрау Хоффманн |
| 2015 | ф  | Відпадний препод 2                 | Fack ju Göhte 2                    | Лізі Шнабельштедт       |
| 2016 | ф  |                                    | Rico, Oskar und das Herzgebreche   | Таня Доретті            |
| 2016 | ф  | СМС для тебе                       | SMS für Dich                       | Клара                   |
| 2017 | с  | У розшуку                          | You Are Wanted                     | Лєна Арендт             |
| 2018 | ф  | Маленька відьма                    | Die kleine Hexe                    | Ді кляйне Гексе         |
| 2018 | тф |                                    | Die Prism Is a Dancer Show         |                         |
| 2018 | с  |                                    | Beat                               | Еміліа                  |